# 朱幼𡊍
廣宗懷靖王朱幼𡊍（1439年5月20日—1464年7月29日），明朝瀋藩唯一一代廣宗王，瀋康王朱佶焞的嫡第七子，母妃韓氏。

## 生平
正統四年四月初八日（1439年5月20日）生。正統八年（1443年），獲賜名幼𡊍。景泰五年五月十五日（1454年6月10日），封廣宗王。
天順元年（1457年），歲祿增至二千石。天順二年（1458年），獲賜煤戶、菜戶二戶。
天順八年六月二十五日（1464年7月29日），朱幼𡊍去世，享年二十六歲，諡號懷靖。因其獨子夭折，廣宗王的封爵被廢除。
后来瀋庄王朱幼㙾代朱幼𡊍兄內丘王朱幼𡐔奏请让朱幼𡐔的孫子朱勛泓承廣宗王祀，禮部覆議后，正德四年（1509年）六月，明武宗同意。

## 家庭
- 王氏（－1463年），潞州同知王瓘之女，天順元年（1457年）封廣宗王妃[5][6]。
- 一子一女，都早夭。

## 墓葬
天順八年十二月二十七日（1465年1月24日），朱幼𡊍葬於山西潞州小南關鐵梁橋之原（在今山西省长治市上党区北）。壙誌在1980年代出土，保存完好，字跡清晰，現藏於长治市博物館。

[誌蓋]

大明廣宗懷靖王壙誌銘

[誌文]

　　廣宗懷靖王壙誌文

　　王諱幼𡊍，瀋康王嫡第七子，母妃韓

　　氏。正統肆年肆月初捌日生。景泰伍

　　年伍月拾伍日，

　冊封廣宗王。天順捌年陸月貳拾伍日，

　　以疾薨，享年貳拾陸歲。妃王氏，致仕

　　同知瓘之女。子壹人，女壹人，俱蚤殁。

上聞訃哀悼，輟朝壹日，遣官諭祭，謚曰懷

　　靖，仍命有司治喪葬如制。

　親王及文武官員皆致祭焉。以天順捌

　　年拾貳月貳拾柒日，葬潞州小南關

　　鐵梁橋之原。嗚呼！王生長宗室，為

　國藩輔，茂膺封爵，貴富兼崇。而壽年不

　　永，豈非命耶？用述大㮣，納之於壙，以

　　垂不朽云。